# Hatherleigh
Hatherleigh è un paese di 1 306 abitanti della contea del Devon, in Inghilterra.